# Internationell användning av euron
Internationell användning av euron förekommer runt om i världen i olika former, till exempel genom användningen av euron som reservvaluta eller som ankare för att stabilisera en nationell valuta. I samband med införandet av euron den 1 januari 1999 ersatte den gemensamma valutan elva tidigare nationella valutor inom Europeiska unionen, varav flera av dem hade haft en viktig internationell betydelse. Sedan dess har euron vuxit ytterligare i betydelse, inte minst som reservvaluta på grund av ekonomiska och politiska skäl. Euron är i dag världens näst största reservvaluta efter den amerikanska dollarn. Euron används också som ankare för ett flertal valutor genom att de nationella valutorna binds till euron med syfte att skapa större stabilitet i växelkurserna. På så sätt använder över 230 miljoner människor euron indirekt, vilket kan jämföras med de cirka 350 miljoner människor som lever i euroområdet. Därutöver är euron vanligt förekommande i valutakorgar för olika valutor runt om i världen.

## Euron som ankare för andra valutor
Flera länder och andra territorier runt om i världen har bundit sina valutor till euron för att stabilisera växelkurserna. Detta kan huvudsakligen ske på två olika sätt, antingen genom ett avtal med Europeiska unionen (bilateralt bindande) eller utan något avtal (unilateralt bindande).

### Bilateralt bindande till euron
|  | Tredjeländer med CFA-franc (XOF) |

|  | Tredjeländer som planerar att införa econ som valuta |

|  | Tredjeländer med CFA-franc (XAF) |

|  | Andra tredjeländer vars valuta är bunden till euron |

Inom Europeiska unionen har Bulgarien och Danmark bundit sina valutor till euron genom Europeiska växelkursmekanismen. Att knyta sin valuta till euron genom växelkursmekanismen är ett av kraven för att få införa euron som valuta. De medlemsstater som varken har euron som valuta eller har bundit sin valuta till euron är Polen, Rumänien, Sverige, Tjeckien och Ungern.
De franska utomeuropeiska territorierna Franska Polynesien, Nya Kaledonien och Wallis- och Futunaöarna har CFP-franc som valuta. CFP-francen, som tidigare var bunden till den franska francen, är bunden till euron i enlighet med ett protokoll som är fogat till unionens fördrag. Centralkursen är 1 EUR = 119,33 XPF med ett fluktuationsband på 0 procent. Euroområdet har dock inga förpliktelser att upprätthålla växelkursen.
CFA-francen, som egentligen består av två olika valutor, samt den kapverdiska escudon och den komoriska francen är alla bundna till euron genom avtal med unionen. Centralkurserna är 1 EUR = 655,957 CFA, 1 EUR = 110,265 CVE respektive 1 EUR = 491,968 KMF med ett fluktuationsband på 0 procent. Euroområdet har dock inga förpliktelser att upprätthålla växelkurserna. De områden som använder sig av dessa valutor har närmare 150 miljoner invånare.

### Unilateralt bindande till euron
Vissa länder har bundit sina valutor till euron unilateralt, vilket innebär att de själva måste upprätthålla växelkurserna genom att intervenera på valutamarknaden. Euroområdet har inga förpliktelser att upprätthålla sådana växelkurser.
Utanför unionen har Bosnien och Hercegovina, Nordmakedonien och São Tomé och Príncipe bundit sina valutor till euron. Det innebär att Albanien och Serbien är de enda länderna på västra Balkan utanför unionen som varken har euron eller en valuta som är bunden till euron. Bosnien och Hercegovina har valt att helt låsa sin valuta till euron, det vill säga att använda ett fluktuationsband på 0 procent.
Andra valutor är bundna till euron genom en valutakorg, till exempel den marockanska dirhamen. Det innebär att valutorna är bundna till ett viktat medelvärde av flera valutor, däribland euron.

### Centralkurser och fluktuationsband
| Land / Valutaområde                                                                       | Valuta              | Kod | Bunden till euron sedan | Centralkurs | Fluktuationsband |
| ----------------------------------------------------------------------------------------- | ------------------- | --- | ----------------------- | ----------- | ---------------- |
| Bosnien och Hercegovina                                                                   | Konvertibilna marka | BAM | 1999-01-01              | 1,95583     | 0,00 %           |
| Bulgarien                                                                                 | Bulgarisk lev       | BGN | 1999-01-01              | 1,95583     | 0,00 %           |
| Bulgarien                                                                                 | Bulgarisk lev       | BGN | 2020-07-10              | 1,95583     | 15,0 %           |
| Danmark                                                                                   | Dansk krona         | DKK | 1999-01-01              | 7,46038     | 2,25 %           |
| Kap Verde                                                                                 | Kapverdisk escudo   | CVE | 1999-01-01              | 110,265     | 0,00 %           |
| Komorerna                                                                                 | Komorisk franc      | KMF | 1999-01-01              | 491,968     | 0,00 %           |
| Nordmakedonien                                                                            | Makedonisk denar    | MKD | 2002-01-01              | –           | –                |
| São Tomé och Príncipe                                                                     | Saotomeansk dobra   | STN | 2010-01-01              | 24,4868     | 0,00 %           |
| XPF-valutaområdet Franska Polynesien Nya Kaledonien Wallis- och Futunaöarna               | CFP-franc           | XPF | 1999-01-01              | 119,332     | 0,00 %           |
| CEMAC Centralafrikanska republiken Ekvatorialguinea Gabon Kamerun Kongo-Brazzaville Tchad | CFA-franc           | XAF | 1999-01-01              | 655,957     | 0,00 %           |
| UEMOA Benin Burkina Faso Elfenbenskusten Guinea-Bissau Mali Niger Senegal Togo            | CFA-franc           | XOF | 1999-01-01              | 655,957     | 0,00 %           |

## Euron som handelsvaluta
Euron används i stor utsträckning som en handelsvaluta vid internationell handel. 2006 betalades hälften av all export från euroområdet i euro, medan 35 procent av all import betalades i euro. Euron används i betydligt mindre utsträckning som handelsvaluta vid handel mellan tredjeländer.
Euron är världens näst mest handlade valuta. 2007 gjordes 37 procent av alla dagliga transaktioner på den internationella valutamarknaden i euro. I slutet av 2006 var 31,4 procent av alla skulder, såsom statsobligationer, på den internationella skuldmarknaden utfärdade i euro.
Av politiska skäl har euron flera gånger använts som valuta istället för den amerikanska dollarn. 1998 tillkännagav Kubas regering att den skulle ersätta den amerikanska dollarn med euron som officiell valuta för all dess internationella handel. Den 1 december 2002 tillkännagav Nordkorea samma sak. 2006 gjorde även Syrien det.

## Euron som reservvaluta
Euron är jämte den amerikanska dollarn en av världens viktigaste reservvalutor. Sedan sitt införande har euron varit den näst största reservvalutan i världen efter den amerikanska dollarn. Euron ärvde denna roll efter den tyska marken men har också sedan införandet vuxit i betydelse på den amerikanska dollarns bekostnad. Under första kvartalet 2020 bestod drygt 20 procent av alla valutareserver av euro.

## Euron i lagstiftning utanför euroområdet
I samtliga medlemsstater inom Europeiska unionen, inklusive de som inte har euron som valuta, samt i övriga länder inom Europeiska ekonomiska samarbetsområdet finns euron omnämnd i diverse lagar, bland annat i form av olika belopp där vissa regler börjar gälla. Bakgrunden till detta är olika europeiska direktiv som genomförts på nationell nivå.